# هاجر خان (بازیکن فوتبال)
هاجر خان ({{lang-ur|ہاجرہ خان؛ زادهٔ ۲۹ دسامبر ۱۹۹۳) بازیکن فوتبال است.
از باشگاه‌هایی که در آن بازی کرده‌است می‌توان به اشاره کرد.
وی همچنین در تیم ملی فوتبال زنان پاکستان بازی کرده‌است.